# Шемякин, Алексей Андреевич
Алексей Андреевич Шемякин (2 декабря 1989; Северодвинск, Архангельская область) — российский лыжник, чемпион России. Мастер спорта России.

## Биография
В раннем детстве занимался плаванием, в 10 лет перешёл в лыжные гонки. Воспитанник ФОК «Звездочка» (г. Северодвинск), тренер — Игорь Юрьевич Мосеев. Представляет Архангельскую область и спортивное общество «Динамо». Специализируется на марафонских дистанциях.
Окончил вуз, затем проходил срочную службу на Северном флоте. На юниорском уровне высоких достижений в спорте не добивался.
На уровне чемпионата России становился чемпионом в 2019 году в гонке на 70 км; бронзовым призёром в 2016 году в гонке на 50 км и в 2019 году в гонке на 15 км. Победитель и призёр этапов Кубка России, чемпионата Северо-Западного ФО, ведомственных соревнований общества «Динамо».
Победитель Малиновского ультрамарафона (75 км). Бронзовый призер марафона «Ла Диагонеле» в Швейцарии (2020).
Также выступал в соревнованиях на лыжероллерах. Участник чемпионата мира 2019 года в латвийской Мадоне, где занял 13-е место в гонке на 20 км. Второй призёр 60-километрового Сайменского лыжероллерного марафона 2021 года (Иматра, Финляндия).